# Andrea Calenda di Tavani
Andrea Calenda di Tavani (Nocera Inferiore, 7 giugno 1831 – Roma, 4 agosto 1904) è stato un politico e prefetto italiano.
Fu senatore del Regno d'Italia dalla XVII legislatura.

## Carriera

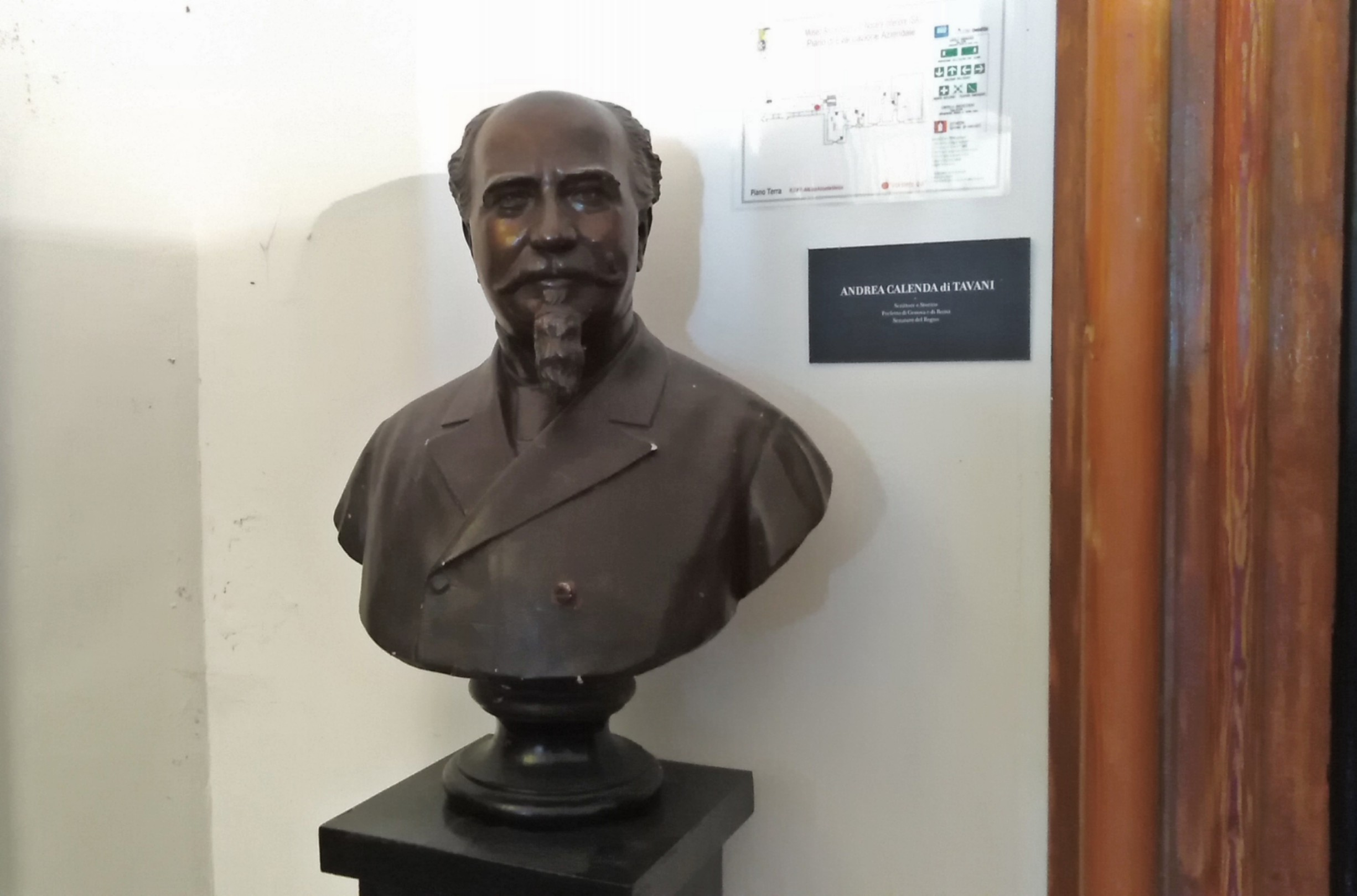
Busto di Andrea Calenda di Tavani, presso il Museo archeologico dell'agro nocerino

- Prefetto di Terra d'Otranto dal 17 marzo 1861 al 16 luglio 1861 (in aspettativa)
- Prefetto di Massa e Carrara dal 19 gennaio 1865 al 10 dicembre 1865
- Prefetto di Arezzo dal 10 dicembre 1865 al 4 aprile 1867
- Prefetto di Pavia dal 4 aprile 1867 al 1 maggio 1868
- Prefetto di Caltanissetta dal 1 maggio 1868 all'8 ottobre 1868
- Prefetto di Catania dall'8 ottobre 1868 al 19 novembre 1868
- Prefetto di Forlì dal 19 novembre 1868 al 19 giugno 1870
- Prefetto di Ravenna dal 19 giugno 1870 al 19 luglio 1871
- Prefetto di Alessandria dal 19 luglio 1810 al 19 aprile 1876
- Prefetti di Reggio Emilia dal 19 aprile 1876 all'8 settembre 1876
- Prefetto di Porto Maurizio dall'8 settembre 1876 al 10 ottobre 1877
- Prefetto di Cuneo dal 10 ottobre 1877 al 5 dicembre 1880
- Prefetto di Messina dal 5 dicembre 1880 al 16 dicembre 1884
- Prefetto di Bari dal 16 dicembre 1884 al 16 giugno 1887
- Prefetto di Ancona dal 16 giugno 1887 al 16 dicembre 1887
- Prefetto di Palermo dal 16 dicembre 1887 al 26 agosto 1890
- Prefetto di Roma dal 15 agosto 1890 al 21 agosto 1893 (sospeso a tempo indeterminato per i disordini del 20 agosto 1893, quando a Roma ci furono violente manifestazioni di protesta a seguito del massacro di Aigues-Mortes)